# Мейджорс, Джонатан
Джо́натан Майкл Ме́йджорс (англ. Jonathan Michael Majors; род. 7 сентября 1989) — американский актёр, получивший известность после исполнения главной роли в независимом художественном фильме «Последний чёрный в Сан-Франциско» (2019). В 2020 году он получил более широкое признание за роль Аттикуса Фримена в телесериале HBO «Страна Лавкрафта». Мейджорс также исполнил роль «Того, кто остаётся» в сериале Disney+ «Локи», действие которого происходит в медиафраншизе «Кинематографическая вселенная Marvel» (КВМ); Джонатан сыграл альтернативную версию персонажа, Канга Завоевателя, в фильме «Человек-муравей и Оса: Квантомания» (2023).

## Ранняя жизнь
Джонатан Мейджорс родился в Ломпоке, Калифорния, и провёл свои первые годы жизни со своей семьёй, матерью, пастором, своей старшей сестрой Моникой и младшим братом Кэмероном, на военной базе Ванденберг, поскольку его отец служил в ВВС. В 2020 году Мейджорс сказал, что «Наш отец, который сильно любил нас, просто однажды исчез … и он снова появился 17 лет спустя». С тех пор Мейджорс восстановил связь со своим отцом. Вскоре семья переехала в Даллас, Техас. Мейджорс впоследствии жил в Джорджтауне, Техас, за пределами Остина, Техас, а позже вырос в Сидар-Хилле, Техас. После перевода из средней школы Сидар-Хилл он окончил среднюю школу Дунканвилля в 2008 году.
Будучи подростком, Мейджорс столкнулся с многочисленными трудностями: его арестовали за кражу в магазине, исключили из средней школы за драку, и в какой-то момент он жил в своей машине, работая на двух работах, чтобы свести концы с концами. В конце концов он нашёл «безопасное место» в мире театра.
Мейджорс получил степень бакалавра в Школе искусств Университета Северной Каролины, а затем поступил в Йельскую школу драматического искусства; он окончил её со степенью магистра в 2016 году.

## Карьера

### 2017—2018: Ранняя работа
Мейджорс получил свою первую роль на экране в мини-сериале ABC «Когда мы восстанем» будучи ещё студентом Йельского университета. В сериале Мейджорс изобразил реального гей-активиста Кена Джонса; в рамках своего исследования роли он встретился с Джонсом, прежде чем сыграть его.
В том же году Мейджорс появился в своём первом полнометражном фильме в роли капрала Генри Вудсона в ревизионистском вестерне «Недруги» сценариста и режиссёра Скотта Купера. Мировая премьера фильма состоялась на кинофестивале «Теллурайд» 2 сентября 2017 года. Он также был показан на Международном кинофестивале в Торонто 10 сентября 2017 года. После ему достались роли в фильмах 2018 года «Белый парень Рик» и «Из ниоткуда». Оба эти фильма были показаны на Международном кинофестивале в Торонто в 2018 году, причём последний боролся за приз Платформы.

### 2019 — наст. время: Прорыв
В 2019 году Мейджорс получил известность после того, как сыграл главную роль в получившем признание критиков независимом художественном фильме Джо Тэлбота «Последний чёрный в Сан-Франциско», за который он получил номинацию на премию «Независимый дух». Мировая премьера фильма состоялась на кинофестивале «Сандэнс» 26 января 2019 года. Компания A24 выпустила его в США 7 июня 2019 года. Бывший президент США Барак Обама оценил его как один из лучших фильмов 2019 года. Выступление Мейджорса было высоко оценено критиками: Манола Даргис из The New York Times назвала его выступление «скорбно разбивающим сердца», в то время как Rolling Stone описал его поворот как «одновременно глубоко чувствительный и очаровательно левый от центра».
Мейджорс также появился в трёх других фильмах 2019 года: «Битва за Землю», «Глубокий овраг» и «Страна джунглей».
В 2020 году Мейджорс снялся вместе с Чедвиком Боузманом и Делроем Линдо в военной драме Спайка Ли «Пятеро одной крови», который был выпущен на Netflix. В том же году он также получил более широкое признание за роль Аттикуса Фримена в телесериале HBO «Страна Лавкрафта». Его выступление в «Стране Лавкрафта» было положительно оценено критиками; «Vogue» окрестил его «эмоциональным ядром шоу». В сентябре Мейджорс получил роль злодея Канга Завоевателя в фильме «Человек-муравей и Оса: Квантомания». Он дебютировал в Кинематографической вселенной Marvel в сериале Disney+ «Локи» в роли «Того, кто остаётся», варианта Канга.

## Награды
За свою работу в фильме «Последний чёрный в Сан-Франциско» Мейджорс получил номинации в категориях «лучший актёр второго плана» и «выдающееся прорывное исполнение мужчины» на 20-й ежегодной церемонии премии Black Reel Awards и номинацию в категории «лучшая мужская роль второго плана» на 35-й церемонии премии «Независимый дух».
Мейджорс был номинирован на премию «Выбор телевизионных критиков» за лучшую мужскую роль в драматическом сериале и на премию «Эмми» за лучшую мужскую роль в драматическом сериале за «Страну Лавкрафта».

## Личная жизнь
У Мейджорса есть один ребёнок, дочь по имени Элла. Он поддерживает движение Black Lives Matter и участвовал в митингах и протестах после убийства Джорджа Флойда.

### Арест и обвинения в физическом насилии (2023)
25 марта 2023 года Мейджорс был арестован полицией по подозрению в нападении и домогательстве по отношению к 30-летней женщине. Женщина была доставлена в больницу с травмой головы. При аресте Мейджорс не оказывал сопротивления. Спустя несколько дней адвокат актёра заявила, что существуют доказательства его полной невиновности, ссылаясь на видеозаписи с места происшествия, и в скором времени с него будут сняты все обвинения.
В декабре 2023 Мэйджерса признали виновным по двум пунктам обвинения в харассменте и нападении в отношении его бывшей девушки Грейс Джаббари.
Суд Нью-Йорка приговорил актера к участию в 52-недельной программе против домашнего насилия. Кроме этого, Мэйджерс был обязан закончить лечение у психотерапевта и предоставлять информацию о своем прогрессе.
После ареста Мэйджерса уволили менеджер Entertainment 360 и рекламная фирма Lede Company. Он потерял роли в нескольких проектах, а законченная драма «Журнальные мечты» с его участием пропала из графика релизов.

## Фильмография

### Фильмы
| Год  | Название                           | Ориг. название                      | Роль                 | Примечания |
| ---- | ---------------------------------- | ----------------------------------- | -------------------- | ---------- |
| 2017 | Недруги                            | Hostiles                            | капрал Генри Вудсон  |            |
| 2018 | Белый парень Рик                   | White Boy Rick                      | Джонни Карри         |            |
| 2018 | Из ниоткуда                        | Out of Blue                         | Дункан Дж. Рейнольдс |            |
| 2019 | Последний чёрный в Сан-Франциско   | The Last Black Man in San Francisco | Монтгомери Аллен     |            |
| 2019 | Битва за Землю                     | Captive State                       | Рейф Драммонд        |            |
| 2019 | Глубокий овраг                     | Gully                               | Грег                 |            |
| 2019 | Страна джунглей                    | Jungleland                          | Пеппер               |            |
| 2020 | Пятеро одной крови                 | Da 5 Bloods                         | Дэвид                |            |
| 2021 | Тем больнее падать                 | The Harder They Fall                | Нейт Лав             |            |
| 2022 | Двойная петля                      | Devotion                            | Джесси Браун         |            |
| 2023 | Крид 3                             | Creed 3                             | Дамиан Андерсон      |            |
| 2023 | Человек-муравей и Оса: Квантомания | Ant-Man and the Wasp: Quantumania   | Канг                 |            |
| 2023 | Журнальные мечты                   | Magazine Dreams                     | Киллиан              |            |

### Телевидение
| Год  | Название           | Ориг. название    | Роль              | Примечания                                                  |
| ---- | ------------------ | ----------------- | ----------------- | ----------------------------------------------------------- |
| 2017 | Когда мы восстанем | When We Rise      | молодой Кен Джонс | 4 эпизода                                                   |
| 2020 | Страна Лавкрафта   | Lovecraft Country | Аттикус Фримен    | Главная роль                                                |
| 2021 | Локи               | Loki              | Хранители времени | Эпизод: «Событие Нексуса» (озвучивание, в титрах не указан) |
| 2021 | Локи               | Loki              | Тот, кто остаётся | Эпизод: «Ради всего времени. Навсегда.»                     |
| 2023 | Локи               | Loki              | Виктор Таймли     | Эпизод: «1893»                                              |